# José Oleaga Guerequiz
José Oleaga Guerequiz SJ (* 27. Januar 1911 in Errigoiti; † 13. Mai 1961 in Lima, Peru) war ein spanischer römisch-katholischer Ordensgeistlicher und Apostolischer Präfekt von San Francisco Javier in Peru.

## Leben
José Oleaga Guerequiz trat am 23. September 1939 der Ordensgemeinschaft der Jesuiten bei und empfing nach dem Studium der Philosophie und der Katholischen Theologie das Sakrament der Priesterweihe. Er legte am 2. Februar 1950 die ewige Profess ab. Später wirkte Oleaga Guerequiz als Pfarrer der Pfarrei Santo Toribio y La Inmaculada in Lima. 1959 nahm er an der XVIII. Diözesansynode des Erzbistums Lima teil und gehörte deren Katechesekommission an. Am 23. Oktober 1959 bestellte ihn Papst Johannes XXIII. zum Apostolischen Präfekten von San Francisco Javier. Die Amtseinführung erfolgte am 3. Dezember desselben Jahres.